# Microtus lusitanicus
Microtus lusitanicus és una espècie de talpó que es troba a la meitat nord-occidental de la península Ibèrica, del centre de Portugal fins a la Gascunya.
És una mica més petit i més fosc que Microtus duodecimocostatus, amb el que coincideix en algunes regions.
Viu en prats, conreus i boscos clars, sovint lligat a parets de pedra seca. Arriba fins a 2.000 metres a la serra de Gredos. És d'hàbits nocturs, i s'alimenta de les parts subterrànies de les plates, tot i que és menys excavador que altres talpons.